# Yuantaizi Manzu Xiang
Yuantaizi Manzu Xiang (kinesiska: 元台子满族乡, 元台子) är en socken i Kina. Den ligger i provinsen Liaoning, i den nordöstra delen av landet, omkring 260 kilometer sydväst om provinshuvudstaden Shenyang. Antalet invånare är 18467. Befolkningen består av 9 152 kvinnor och 9 315 män. Barn under 15 år utgör 15,0 %, vuxna 15-64 år 74 %, och äldre över 65 år 10,0 %.
Genomsnittlig årsnederbörd är 723 millimeter. Den regnigaste månaden är juli, med i genomsnitt 177 mm nederbörd, och den torraste är februari, med 4 mm nederbörd.